# Ночь, когда Логан проснулся
«Ночь, когда Логан проснулся» (фр. La nuit où Laurier Gaudreault s'est réveillé) — мини-сериал канадского режиссёра Ксавье Долана, премьера которого состоялась 24 ноября 2022 года.
Мини-сериал основан на пьесе Мишеля Марка Бушара (фр.) «Ночь, когда проснулся Лорье Годро». 

## Сюжет
В центре сюжета — брат и сестра, Джулс и Мими, и их лучший друг Логан. Они все время проводят вместе, но их неразрывная дружба не рушится, когда Логан насилует Мими. Три десятилетия спустя Мими возвращается домой после смерти матери только для того, чтобы увидеть, как тайны и злость, похороненные глубоко в прошлом, всплывают на поверхность и вновь дают о себе знать.

## В ролях
- Ксавье Долан
- Жюли Лебретон
- Патрик Ивон

## Производство и премьера
Съемки мини-сериала начались в марте 2021 года. Шоу включает пять эпизодов, его премьера состоялась 24 ноября 2022 года.